# Balta Tătaru
Balta Tătaru este o zonă protejată (arie de protecție specială avifaunistică - SPA) situată în sud-estul României, pe teritoriile administrative ale județelor Brăila și Ialomița.

## Localizare
Aria naturală se află în extremitatea sud-vestică a județului Brăila  și cea nord-estică al județului Ialomița și este străbătută de drumul județean DJ211, care leagă municipiul Slobozia de satul Zăvoaia.

## Descriere
Zona a fost declarată Arie de Protecție Specială Avifaunistică prin Hotărârea  de Guvern nr. 1284 din 24 octombrie 2007 (privind declararea ariilor de protecție specială avifaunistică ca parte integrantă a rețelei ecologice europene Natura 2000 în România) și se întinde pe o suprafață de 9.981 hectare.
Aria protejată (încadrată în bioregiunea geografică stepică) reprezintă o zonă naturală cu râuri, lacuri (Tătaru, Plașcu și Chioibășeșeti) mlaștini, turbării, terenuri arabile și păduri de foioase; ce asigură condiții de hrană, cuibărit și viețuire pentru mai multe specii (colonii) de păsări migratoare, de pasaj sau sedentare (unele protejate prin lege).

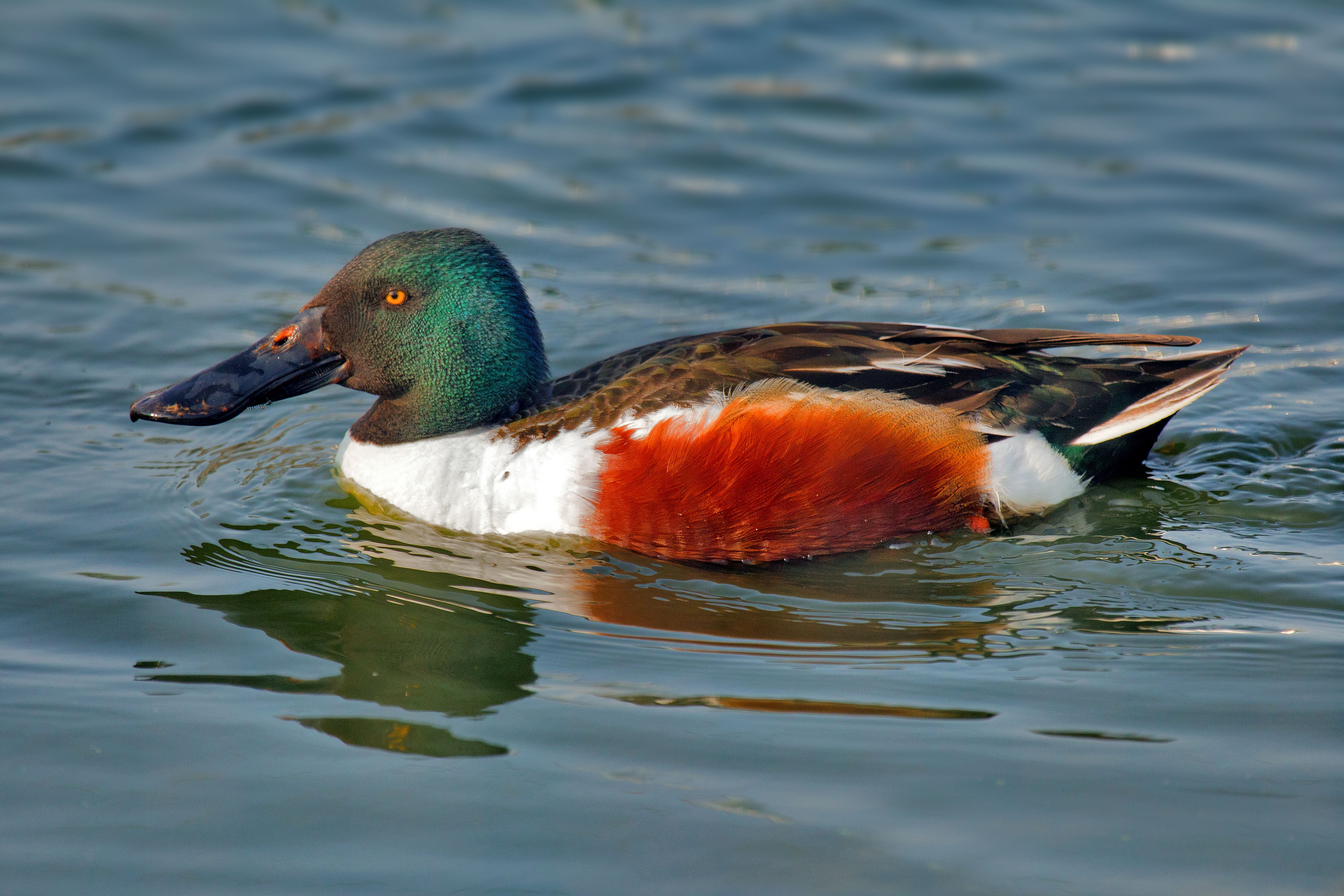
Rață lingurar (Anas clypeata)

Printre speciile de păsări prezente în sit se află: lăcarul mare (Acrocephalus arundinaceus), ciocârlia-de-câmp (Alauda arvensis), rața lingurar (Anas clypeata), rață fluierătoare (Anas penelope), rață mare (Anas platyrhynchos), rață pestriță (Anas strepera), gârliță mare (Anser albifrons), gâsca de vară (Anser anser), fâsă-de-câmp (Anthus campestris), fâsă de luncă (Anthus pratensis) fâsă de munte (Anthus spinoletta), fâsă de pădure (Anthus trivialis), stârc cenușiu (Ardea cinerea), stârc roșu (Ardea purpurea), ciuf-de-pădure (Asio otus), rață-cu-cap-castaniu (Aythya ferina), buhai de baltă (Botaurus stellaris), șorecar mare (Buteo rufinus), fugaci roșcat (Calidris ferruginea), fugaci pitic (Calidris temminckii), cânepar (Carduelis cannabina), barză albă (Ciconia ciconia), erete de stuf (Circus aeruginosus), codobatura galbenă (Motacilla flava) sau nagâț (Vanellus vanellus).

## Căi de acces
- Drumul național DN21 pe ruta: Slobozia - Gheorghe Lazăr -  Scânteia, Ialomița - Bărăganul, Brăila